# Asteronotus
Genre
Asteronotus est un genre de mollusques nudibranches de la famille des Discodorididae.

## Liste des espèces
Selon World Register of Marine Species (20 décembre 2020) :
- Asteronotus cespitosus (van Hasselt, 1824)
- Asteronotus hepaticus  (Abraham, 1877)
- Asteronotus markaensis  Donohoo & Gosliner, 2020
- Asteronotus mimeticus Gosliner & Valdés, 2002
- Asteronotus namuro  Donohoo & Gosliner, 2020
- Asteronotus spongicolus Gosliner & Valdés, 2002

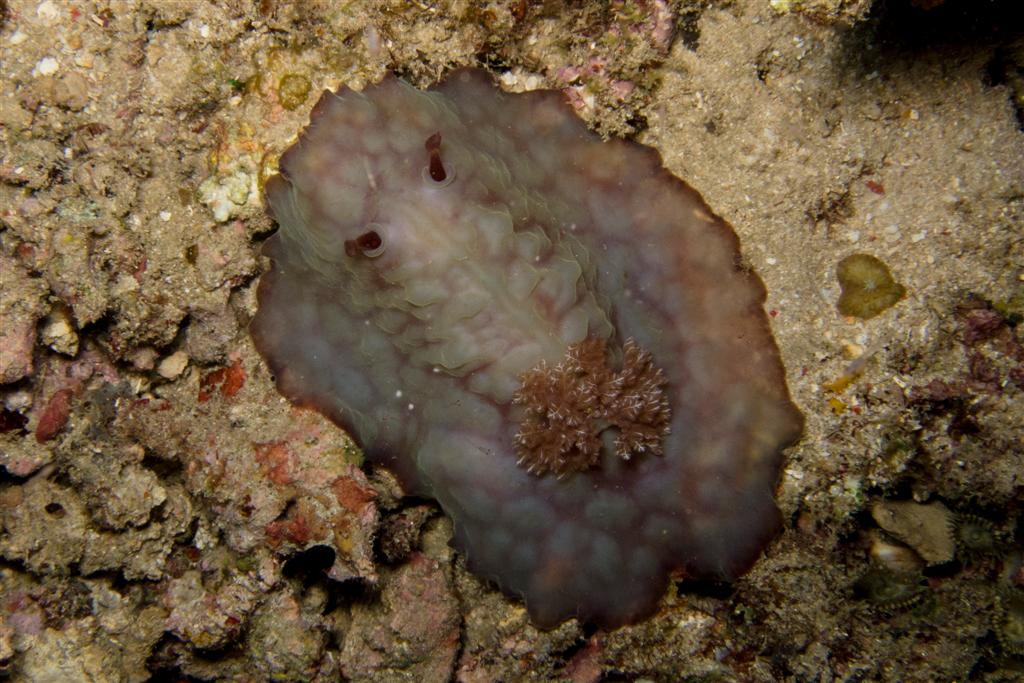
Asteronotus hepaticus